# Wolfmother (album)
Wolfmother – debiutancki album studyjny australijskiego zespołu rockowego Wolfmother, wydany po raz pierwszy 31 października 2005 w Australii.
W roku 2006 został wydany na całym świecie, z dodatkowym utworem "Love Train" i zmienioną kolejnością utworów. Dotarł do trzeciego miejsca na australijskiej liście przebojów ARIA. Wydane z niego single to "Mind's Eye/Woman", "White Unicorn", "Dimension", "Woman", "Love Train" oraz "Joker & the Thief" – ostatni z nich dotarł do najwyższej, ósmej pozycji na liście ARIA Singles. Okładkę albumu zdobi obraz The Sea Witch autorstwa Franka Frazetty, na którym widoczna jest nimfa na tle niebiesko-pomarańczowego nieba – choć ze względu na przedstawioną nagość w amerykańskiej sieci sklepów Wal-Mart album był sprzedawany z alternatywną okładką, na której znajdowało się tylko białe logo zespołu na czarnym tle. Jest to jedyny album, na którym zagrali współzałożyciele zespołu Chris Ross I Myles Heskett, którzy odeszli w sierpniu 2008.

## Lista utworów
Twórcy: Andrew Stockdale, Chris Ross oraz Myles Heskett.
Wersja australijska
1. "Colossal" – 5:02
2. "Woman" – 2:55
3. "White Unicorn" – 5:01
4. "Pyramid" – 4:28
5. "Mind's Eye" – 4:53
6. "Joker & the Thief" – 4:39
7. "Dimension" – 4:25
8. "Where Eagles Have Been" – 5:32
9. "Apple Tree" – 3:28
10. "Tales from the Forest of Gnomes" – 3:35
11. "Witchcraft" – 3:25
12. "Vagabond" – 3:47

Wersja międzynarodowa
1. "Dimension" – 4:21
2. "White Unicorn" – 5:04
3. "Woman" – 2:56
4. "Where Eagles Have Been" – 5:33
5. "Apple Tree" – 3:30
6. "Joker & the Thief" – 4:40
7. "Colossal" – 5:04
8. "Mind's Eye" – 4:54
9. "Pyramid" – 4:28
10. "Witchcraft" – 3:25
11. "Tales" – 3:39
12. "Love Train" – 3:03
13. "Vagabond" – 3:50

14-utworowa edycja amerykańska
1. "Colossal" (nagrany na żywo podczas Big Day Out) – 5:52

15-utworowa edycja amerykańska
1. "Woman" (remiks utworu zespołu MSTRKRFT) – 3:28
2. "Love Train" (remiks utworu zespołu Chicken Lips) – 5:44

## Skład
Zespół
- Andrew Stockdale – wokal, gitara elektryczna
- Chris Ross – gitara basowa, organy
- Myles Heskett – perkusja

Gościnnie
- Lenny Castro – instrumenty perkusyjne na "Apple Tree", "Witchcraft" oraz "Love Train"
- Dan Higgins – flet na "Witchcraft"

Personel dodatkowy
- Dave Sardy – produkcja, miksowanie, instrumenty perkusyjne na "Colossal", "Where Eagles Have Been", "Vagabond" oraz "Love Train"
- Ryan Castle – inżynieria dźwięku
- Stephen Marcussen – mastering
- Andy Brohard – obróbka cyfrowa, dodatkowa inżynieria dźwięku
- Cameron Barton – dodatkowa inżynieria dźwięku
- Pete Martinez – dodatkowa inżynieria dźwięku
- Frank Frazetta – obraz na okładce